# Clause d'ajustement de prix
Une clause d'ajustement de prix (en anglais : earn out) ou encore clause de complément de prix, est dans le domaine des fusions-acquisitions un mécanisme contractuel permettant de faire varier le prix d'acquisition des titres en fonction de résultats opérationnels futurs dans une transaction portant sur le capital d'une société. Cette clause est fréquemment empruntée lors la cession de l'intégralité des titres d'une société ou d'un bloc de contrôle.

## Mécanisme
Cette clause emprunte le mécanisme de la condition suspensive : le paiement d'une somme sera dû si les évènements définis par la clause surviennent.
Elle peut être réalisée de différentes manières : 
D'abord, elle peut être réalisée en un seul acte : une partie du paiement sera due en cas de survenance des évènements définis par la clause. Ainsi, le prix est scindé entre, une partie fixe payable dès la conclusion de la cession, et une partie variable, réglable ultérieurement et dont le montant sera fonction des résultats futurs de la société. 
Ensuite, elle peut réalisée en plusieurs actes : un premier porte sur la cession ferme d'une partie des titres avec un prix fixe. Un deuxième, qui prend la forme d'une promesse synallagmatique (ou des promesses croisées d'achat et de vente), sur la base d'un prix dépendant des performances de la société
Lors d'une transaction portant sur les titres d'une société cible (ou sur la cession d'une branche autonome d'activité), pour surmonter une divergence d'évaluation de la cible qui ne permet pas de fixer un prix, l'acquéreur et le cédant peuvent convenir d'assortir la transaction d'une clause d'ajustement de prix :
- un prix de transaction principal est fixé (en général conforme à l'évaluation de l'acquéreur) ;
- un complément de prix fixe ou déterminable est établi (qui correspond en général à la différence entre l'évaluation du cédant et celle de l'acquéreur) ;
- les conditions de versement de ce complément de prix, dépendant (i) de la performance de la cible et (ii) de l'échéance à laquelle cette performance doit être mesurée (en général de 2 à 5 ans[1]). Cette performance peut être quantitative (réalisation d'un niveau de chiffre d'affaires, de résultat d'exploitation ou de Bénéfice) ou qualitative (signature d'un contrat, succès d'un développement)[2].

Ce complément de prix peut être versé en monétaire ou en actions dans le cas d'une opération par échange de titres. Les clauses de complément de prix conditionnel représentaient 19 % des transactions de fusion-acquisition en 2014
.
Les compléments de prix peuvent être négatifs : Au cas où l'entreprise cible ne réalise que partiellement les objectifs qui lui sont assignés par le contrat d'investissement, une rétrocession du prix de cession peut être versée ou une quotité de titres supplémentaire peut être transférée à l'acquéreur.

## Avantages et limites

### Avantages
C'est un mécanisme qui permet de sortir d'une impasse de négociation sur la fixation d'un prix entre cédant et acquéreur dans une logique mutuellement profitable : 
- elle permet de réduire le risque pris par l'acquéreur qui ne paie que lorsque des objectifs sont atteints ;
- le cédant obtient le prix qu'il espère moyennant la réalisation de ce qu'il a annoncé comme performance future pour la cible.

Ce mécanisme permet aussi de s'assurer que le cédant continue d'exercer son activité au sein de la société durant la période intermédiaire puisqu'il est alors intéressé aux résultats futurs.
Ce mécanisme permet aussi au cessionnaire de payer le prix de manière étalée dans le temps puisque la partie fixe est payée au closing et la partie variable est payée au terme de la période d'earn out. 

### Limites
Des critiques sont faites à l'earn out :
- c'est un frein à la fusion opérationnelle de l'entreprise acquise : elle doit persister de façon suffisamment autonome et indépendante pour permettre la mesure de l'earn out ;
- dès lors que le cédant perd le contrôle effectif sur le pilotage de la cible, il subit le risque que des décisions de gestion qu'il n'aurait pas prises conduisent la cible à échouer à atteindre la performance attendue. Pour cette raison, ce genre de clause peuvent prévoir l'accompagnement par le dirigeant cédant de la cible pendant la durée de l'earn out[4],[5].

## Garantie de passif / Séquestre
Il convient de ne pas confondre un mécanisme d'earn out avec une garantie de passif ou avec le séquestre d'une partie du prix d'une transaction afin de mettre en jeu cette garantie de passif.